# Maranguape Futebol Clube
Maranguape Futebol Clube (conhecido apenas por Maranguape, cujo acrônimo é MFC) é uma agremiação esportiva do estado do Ceará, mais precisamente da cidade de Maranguape, fundada a 17 de novembro de 1997.

## História

### O futebol no Ceará
Era um momento conturbado na Europa no princípio do Século XX. Potências imperialistas buscavam a hegemonia econômica e política, resultando no início da Primeira Guerra Mundial, que duraria quatro anos (1914–1918). O Brasil era governado pelas oligarquias agrárias do café. No estado do Ceará, em 1912 o governador Nogueira Accioly foi deposto do cargo por meio de uma revolta popular. Em 1914 coronéis e seguidores do caririense Padre Cícero forçaram a renúncia do então governador do estado, Franco Rabelo.
A época era marcada pela ida dos filhos das classes dominantes brasileiras e cearenses à Europa, em busca da referência cultural do estudo, da música, da pintura, das ideias e dos costumes — do Velho Mundo eles traziam os mais refinados hábitos e práticas. Foi por meio dos pés destes abastados jovens que chegou ao Brasil, o Foot-Ball Association, nascido e criado na Inglaterra por volta da segunda metade do Século XIX. O estudante das destacadas escolas inglesas Charles Miller, em seu retorno ao Brasil da Inglaterra em 1894, trouxe em sua bagagem duas bolas de couro, calções, camisas e chuteiras e buscou estimular aquela civilizada prática de educação física.
No estado do Ceará, o foot-ball teve seus primeiros dados por marinheiros e funcionários de empresas inglesas instaladas no estado em 1903. Os primeiros jogos não eram oficiais, mas apenas partidas improvisadas no terceiro plano do Passeio Público (Praça dos Mártires), em uma área em frente a um gasômetro hoje ocupada pela 10.ª Região Militar. O foot-ball na época era um gozo para as classes elitizadas da sociedade da capital do estado.

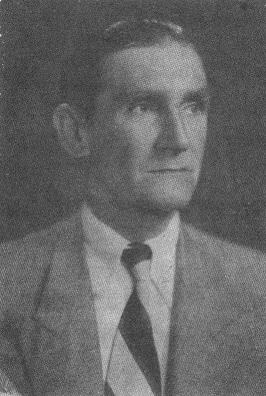
José Silveira,
o "pai do futebol cearense".

O "Charles Miller cearense" foi José Silveira, jovem estudante na Suíça que em 1904 trouxe a primeira bola oficial para o estado. Estimulou a sociedade alencarina a adotar o futebol como esporte favorito. Em uma tarde ensolarada, um time formado por rapazes locais com a presença de Silvério (que viria a ser professor do Liceu) e outro de ingleses de um navio britânico ancorado na capital disputaram uma partida no mesmo terceiro plano do Passeio Público. A partida terminou 2 a 0 para os ingleses, mas os rapazes cearenses não decepcionaram: alguns jogavam foot-ball pela primeira vez.
No Ceará, como no resto do Brasil, o futebol teve todo um caráter racista e de classe. Uma atividade extremamente elitista, praticada apenas por brancos. As primeiras ligas e associações eram fechadas, e a elas tinham acesso apenas os grupos sociais restritos, compostos por famílias brancas das classes dominante e média. Não se admitiam pobres, negros e mestiços.
Logo o futebol tornou-se paixão popular, apesar de todo o elitismo, sendo praticado por pobres, negros, mulatos, caboclos. Tal população assistia aos jogos das elites por curiosidade e vendo as emoções que as partidas provocavam, passaram a disputar as partidas nas próprias fábricas, várzeas e subúrbios, as famosas peladas. Como tudo era muito caro a estas classes, os campos eram capinzais e terrenos baldios, além de a bola ser de borracha ou de pano, e as traves, dois pedaços de madeira, pedras ou quengas de coco. Era a maior congregação social da época, os amigos reuniam-se, jogavam e tomavam a cachaça, bebida fortemente condenada pelas classes proprietárias.
Não demorou muito e surgiram inúmeras equipes, entre as quais destacam-se: English Team, Stella Foot-Ball Club, Rio Negro Foot-Ball Club, Hespéria Atlético Clube, Maranguape Foot-Ball Club, Fortaleza Sporting Club, American Footbal Club e Rio Branco Foot-Ball Club (o futuro Ceará Sporting Club). Com a aglomeração de equipes, resolve-se criar a liga metropolitana em 1915, que tinha como principais times os bons moços do Ceará, Maranguape, Rio Negro e Stella. O local mais apropriado para as partidas era o campo do Prado, um amplo terreno da empresa Boris Frères — tal área onde se localiza o CEFET e o estádio Presidente Vargas.

### O Início

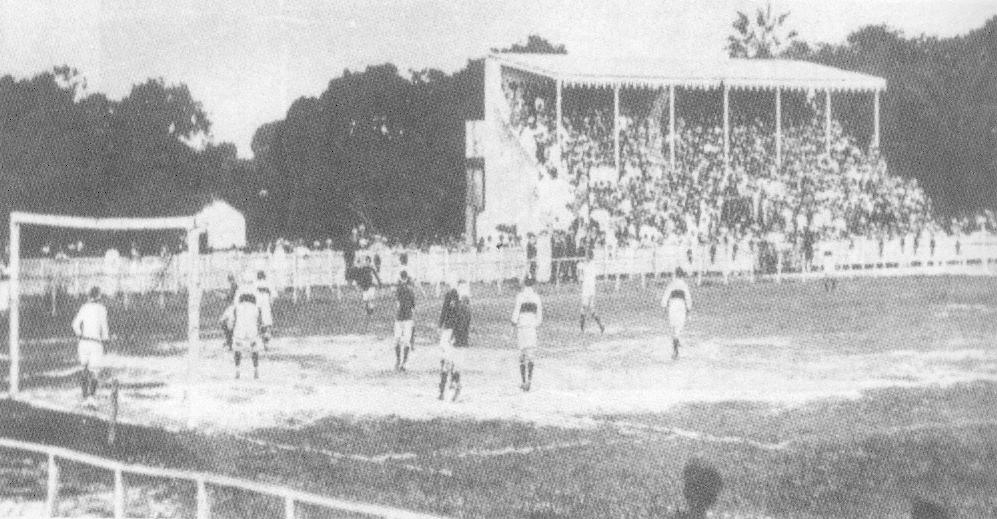
Campo do Prado, palco dos primeiros jogos
do Futebol Cearense.

O Maranguape FC não deve ser confundido com outros dois "Maranguapes" já extintos daquela cidade. O primeiro a ser fundado foi o Maranguape Foot-Ball Club, em 14 de agosto de 1914, tendo participado dos primeiros campeonatos cearenses organizados pela Liga Cearense Metropolitana de Futebol (LCMF), a primeira entidade gestora do esporte local.
No início, o Campeonato Estadual era apenas o campeonato de uma cidade, pois, todos os participantes eram de Fortaleza. A primeira cidade do interior a ter um representante foi Maranguape, com o Maranguape Foot-Ball Club, em 1915 (o qual foi o primeiro campeonato cearense da história, onde participaram apenas 4 equipes: Ceará, Stella, Maranguape e Rio Negro); como na época o regulamento permitia que os times que fossem eliminados emprestassem seus jogadores aos classificados para as fases seguintes, o time do Maranguape emprestou para o Ceará o seu capitão Humberto Ribeiro e o meio-campista Pacatuba que foram importantissimos na partida final, cada um marcando o seu gol e dando o título ao Ceará na vitória por 2 x 1 sobre o Stella.
Em 1916, ano em que o Maranguape Foot-Ball Club conseguiu chegar a sua primeira final, sendo realizada a partida no dia 6 de agosto de 1916, no Campo do Prado, o Ceará consagrou-se bicampeão, vencendo por 2x0, gols de Walter Barroso. Daí a equipe teve sua última participação em 1917.
Depois, surgiu o Maranguape Sport Club, em 1926, após a extinção do Humaytá Sport Club que havia disputado o campeonato cearense de 1923, 1924 e 1925. Todos os atletas e diretores do Humaytá, passaram a constituir o Maranguape, no qual participaram do campeonato cearense de 1926 com o seu mando de campo, no Campo do Prado, ocupando a 4ª posição da tabela no campeonato daquele ano. No ano seguinte, o Maranguape Sport Club encerrou suas atividades após o torneio início.
O atual Maranguape (Maranguape Futebol Clube), foi fundado no final de 1997, curiosamente no dia em que comemora-se a fundação do município, tendo data oficial de fundação da cidade em 17 de novembro de 1851. Filiou-se à Federação Cearense de Futebol em fevereiro de 1998 para disputar a 2ª divisão do Campeonato Cearense de Futebol daquele ano, quando alcançou a 6ª colocação. O Maranguape Futebol Clube é a terceira equipe da cidade a ter participação em campeonatos estaduais. Todas tiveram nome de Maranguape. A tão almejada ascensão ocorreu apenas 3 anos depois, com a conquista do vice-campeonato em 2001.
Depois de 76 anos, a cidade de Maranguape volta a ter um representante na divisão principal: é o Maranguape Futebol Clube, 2º colocado da Segunda divisão de 2001. A partir daí, o time se manteve na elite durante três anos consecutivos.
Inclusive a sua melhor campanha em estaduais na 1ª divisão foi em 2002, ano em que o Maranguape já mostrou para que veio e terminou a 1ª fase como líder isolado; mas no quadrangular final não se saiu bem, com 1 vitória, 1 empate e 4 derrotas e acabou sendo eliminado. Mas, mesmo assim, o técnico Paulo Mauricio continuou empolgado, pois a equipe vinha com jogadores de destaques do interior como o meio-campo Pantera (ex-Uniclinic), Maurim (ex-Ferroviário), Claudeci, Rone, Odair, Nozinho, Reginaldo França (atual treinador do clube) e Adaílton. O objetivo de todos que faziam o Maranguape era levá-lo as primeiras colocações. O time que foi vice-campeão da segundona do estadual, no ano anterior, pretendia apenas ficar entre os cinco melhores do estado. Na 2ª fase, a equipe relaxou e não conseguiu a classificação. Já na 3ª fase disputada apenas por 6 equipes que tiveram melhores campanhas nas fases anteriores, o Gavião conseguiu a 2ª colocação, ficando atrás apenas do Ceará, com quem fez a final da 3ª fase em dois jogos(2 a 2 no Moraisão e 3 a 1 para o Ceará no estádio Presidente Vargas). Na classificação geral o Maranguape alcançou a 3ª posição, ficando atrás apenas do Ceará e Fortaleza, mas com o maior números de pontos e melhor ataque da competição.
Em 2003, o Gavião da Serra era um dos favoritos entre os clubes do interior. A equipe comandada por Flávio Araújo, conseguiu ser líder isolado mais uma vez do 1º turno, mas acabou perdendo em casa para o Ceará na semifinal por 2 a 0. Esse resultado acabou abalando o ânimo da equipe para o 2º turno, que ficou apenas na 6ª posicão. Mas, na classificação geral do campeonato o "Gavião da Serra" alcançou a 3ª posição, sendo até hoje a melhor colocação já alcançada pelo Maranguape  em campeonatos cearenses da 1ª divisão. Em 2004, o elenco queria acabar com a estima de ser o terceiro colocado no Campeonato Cearense, e já almejava o tão sonhado título estadual, era esse o pensamento do Maranguape. O Time da Serra fez uma reformulação geral no seu elenco em relação ao que disputou a referida competição na temporada passada. No elenco, permaneceram alguns atletas conterrâneos e por este motivo, a diretoria teve que investir em contratações de jogadores de estados vizinhos. Mas o time não correspondeu as expectativas, e acabou a competição na lanterna do campeonato, voltando para a segundona.
Contudo, a equipe não se abalou e já no ano seguinte (2005), foi vice-campeão e voltou mais uma vez para disputar a 1ª divisão do campeonato cearense.
No ano de 2006, a equipe maranguapense fez uma campanha regular e conseguiu se manter terminando a competição em 6º lugar, garantindo a sua permanência na 1ª divisão do estadual; vale ressaltar que o Gavião não perdeu nenhuma partida no seu estádio e revelou o meia-campista Everton que fez belas atuações pela equipe serrana e depois se transferiu para grandes clubes brasileiros.
No ano de 2007 o Gavião foi rebaixado para a 2ª divisão, com uma apresentação não muito agradável. Na última rodada o time ainda com chances de permanecer na 1ª divisão, levou uma goleada para o Icasa em pleno estádio Moraisão, de 6x1, e acabou rebaixado para a tristeza de sua torcida, apesar de ter o artilheiro da competição, o atacante Carlos Alberto, com 14 gols marcados.
O que todos não esperavam era uma rápida ascensão  da equipe , que em 2008 conseguiu pela terceira vez o vice-campeonato cearense da 2ª divisão, voltando a elite. O elenco conseguiu realizar um belo futebol, com ótimos jogadores. Alguns atletas se destacaram , como o goleiro Jonathan, os laterais Joãozinho e Teles, Non, João Neto e o artilheiro da equipe Danilo Pitbull. O time terminou em 6º na fase classificatória, e no hexagonal final, terminou em 1º. Ainda pela frente o Guarany de Sobral, para disputar o título. Já com a vaga garantida na série A, o time foi até Sobral tentar a vitória. Mas perdeu por 3 a 1, e em Maranguape com um show de sua torcida lhe incentivando, conseguiu reverter e com um gol no último minuto conseguiu vencer por 1 x 0, gol de Wilson. A partida foi para os pênaltis, e para a tristeza da torcida, o alvi-verde foi derrotado.
Em 2009, a diretoria montou um elenco que foi considerado o melhor que já passou por Maranguape, com jogadores que já foram ídolos no clube; o gavião da serra fez uma ótima campanha no estadual, tendo até destaque na imprensa nacional após a classificação para o quadrangular final do 1º turno, mas acabou sendo eliminado pelo Ferroviário no Castelão. No 2º turno o time caiu de produção, deixou se abater e no final do campeonato, perdeu a vaga no quadrangular para o Ferroviário e Guarany de Sobral. A equipe ficou na 5ª posição na classificação geral.
Os destaques do elenco do ano de 2009 eram: Danilo Pitbull o grande ídolo da torcida, Carlos Alberto que já havia sido artilheiro em 2007 pelo verdão, o experiente lateral-direito Sérgio, e os demais jogadores: Carlinhos, Netinho, Non, Joãozinho, Julinho, Paulinho e Jerson.
Já em 2010, o número de participantes do campeonato cearense subiu: em vez de 10, foram 12 clubes. Mas o Maranguape acabou outra vez sendo rebaixado para a segundona. O gavião passou quase todas as rodadas nas últimas colocações, brigando para não ser rebaixado. Na última rodada, a equipe foi rebaixada ao ser derrotada por 3 a 1 pelo Horizonte no Estádio Domingão. Com o resultado, o Maranguape ficou com o mesmo número de pontos e saldo de gols do Limoeiro, 10º colocado na competição, mas ficou em desvantagem no número de gols marcados, terminando na 11º posição, ficando à frente apenas do Boa Viagem.

## Títulos
| Estaduais | Estaduais                     | Estaduais | Estaduais  |
|           | Competição                    | Títulos   | Temporadas |
|           | Campeonato Cearense - Série B | 1         | 2025       |
|           | Campeonato Cearense - Série C | 1         | 2023       |
| --------- | ----------------------------- | --------- | ---------- |

### Campanhas de Destaque
- Vice-Campeão Cearense da Segunda Divisão: 4 vezes (2001, 2005, 2008 e 2014).

## Estatísticas

### Participações
|  | Participações em 2025 |

| Competição | Competição          | Temporadas | Melhor campanha           | Estreia | Última | P | R |
| Ceará      | Campeonato Cearense | 12         | 3º colocado (2002 e 2003) | 2002    | 2026   |   | 4 |
| Ceará      | Série B             | 16         | Campeão (2025)            | 1988    | 2025   | 5 | 1 |
| Ceará      | Série C             | 1          | Campeão (2023)            | 2023    | 2023   | 1 |   |
| Ceará      | Copa Fares Lopes    | 3          | 4º colocado (2011 e 2013) | 2011    | 2013   |   |   |

## Estádio
O Maranguape manda seus jogos no Estádio Municipal de Maranguape, que se chama Francisco Cardoso de Moraes, mas apelidado pelos torcedores/imprensa por Moraisão, que levou essa nomeação porque Gilvan Morais cedeu graciosamente toda a maquinaria para a terraplanagem no início das obras do estádio que carrega o nome de seu pai (esportista de  Maranguape). Antes de ser estádio, era apenas uma grande rampa de lixo que existia na área e após a prefeitura tomar posse dessa área teve suas obras iniciadas no início dos anos 90, mas, foi inaugurado oficialmente em 3 de abril de 2002, com capacidade em torno de 5.000 espectadores e atravessou toda a história política do município recente.

## Símbolos

### Escudo
O primeiro escudo do Maranguape foi um projeto muito simples. Constava-se de uma bola e dentro dela havia uma serra, que representava a Serra de Maranguape e ao redor da bola havia o nome do time (Maranguape Futebol Clube) e a data de criação (17.11.97); este escudo durou uma média de 4 anos estampado nas camisas do Maranguape. Com o passar do tempo, houve a necessidade de modificá-lo para representar de forma mais intensa suas cores (verde e branco) no escudo. Daí, continuou apresentando a serra de Maranguape, mas, com um formato moderno e apenas suas siglas (MFC).

### Mascote

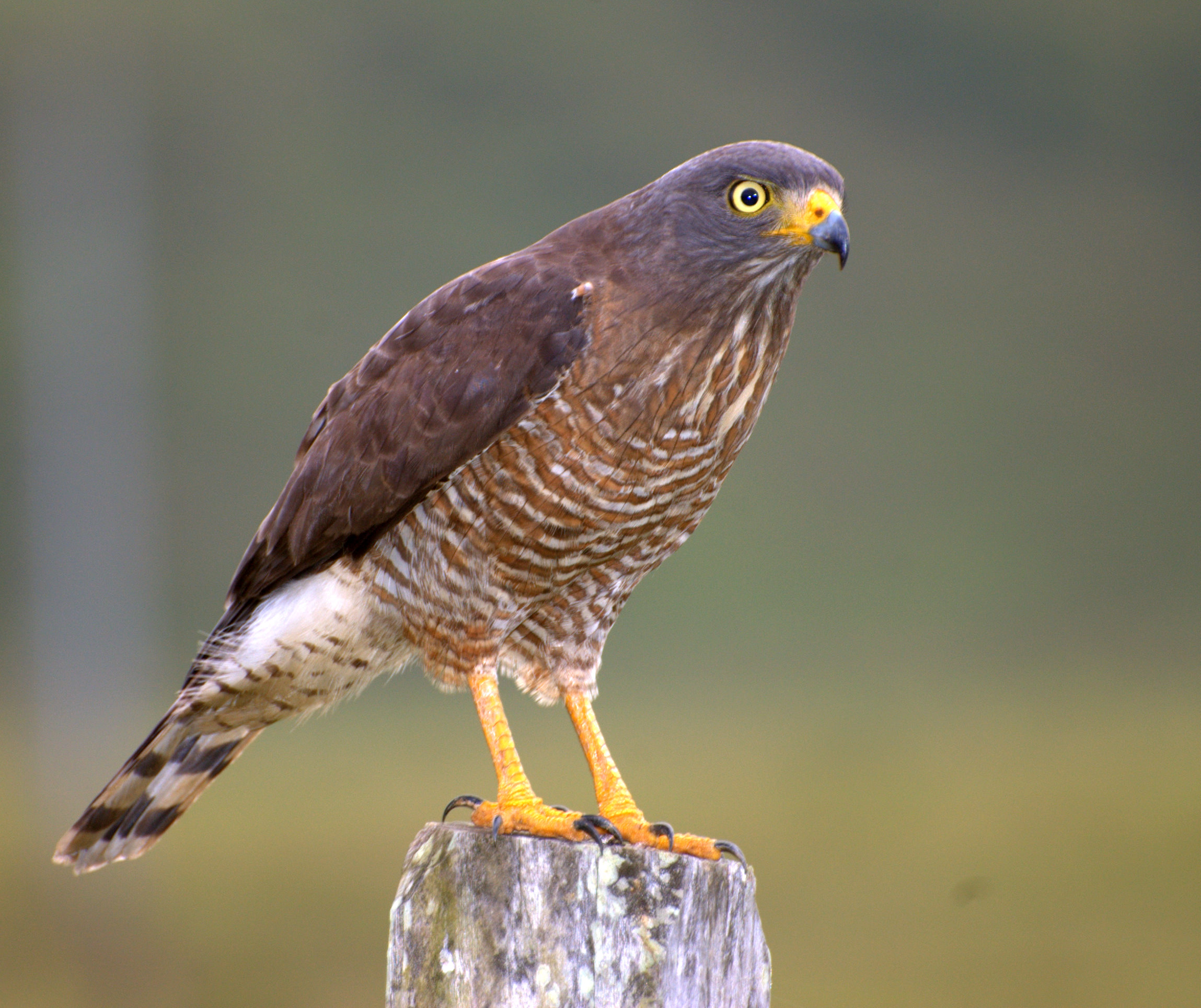
Gavião da Serra,
mascote do Maranguape.

O Mascote da equipe é o Gavião da Serra, que foi criado logo após a fundação do clube, o gavião foi adotado como mascote por demonstrar ser um animal de força e também pela dominação que a ave apresenta em seus domínios, juntamente com a beleza da Serra de Maranguape.